# Trachelopachys magdalena
Trachelopachys magdalena är en spindelart som beskrevs av Norman I. Platnick 1975. Trachelopachys magdalena ingår i släktet Trachelopachys och familjen flinkspindlar.
Artens utbredningsområde är Colombia. Inga underarter finns listade i Catalogue of Life.